# Föreningen Sveriges Filmfotografer
Föreningen Sveriges Filmfotografer (FSF) är den svenska organisationen för yrkesverksamma filmfotografer i Sverige, med säte i Stockholm.
Föreningen grundades 13 november 1961 efter ett förslag av en gästande amerikansk fotograf, Lester Shorr, som fann det märkligt att det i Sverige inte fanns någon filmfotograf-organisation liknande den amerikanska American Society of Cinematographers (ASC). Detta kom sig av att de flesta svenska filmfotografer på den tiden arbetade vid de stora filmbolagen Svensk Filmindustri, Sandrews, Europa Film, Nordisk Tonefilm och Sveriges Television och hade i övrigt mycket litet kontakter med andra på de andra bolagen. 
Under det första verksamhetsåret anslöt sig 37 fotografer.
Organisationen är medgrundare till och medlem i den europeiska organisationen för filmfotografer, IMAGO. Sedan 1982 delar man ut filmfotografpriset Årets filmbana. Nuvarande ordförande (2011) är Håkan Holmberg.
Ordförande för FSF är Olof Jonson.